# Beausse
Beausse era una comuna francesa situada en el departamento de Maine y Loira, de la región de Países del Loira, que el 15 de diciembre de 2015 pasó a ser una comuna delegada de la comuna nueva de Mauges-sur-Loire al fusionarse con las comunas de Botz-en-Mauges, Bourgneuf-en-Mauges, La Chapelle-Saint-Florent, La Pommeraye, Le Marillais, Le Mesnil-en-Vallée, Montjean-sur-Loire, Saint-Florent-le-Vieil, Saint-Laurent-de-la-Plaine y Saint-Laurent-du-Mottay.

## Demografía
| Gráfica de evolución demográfica de Beausse entre 1800 y 2013 |
|                                                               |

Los datos demográficos contemplados en este gráfico de la comuna de Beausse se han cogido de 1800 a 1999 de la página francesa EHESS/Cassini, y los demás datos de la página del INSEE.